# Sérvia
Sérvia är en kommunhuvudort i Grekland.   Den ligger i prefekturen Nomós Kozánis och regionen Västra Makedonien, i den norra delen av landet, 280 km nordväst om huvudstaden Aten. Sérvia ligger 391 meter över havet och antalet invånare är 3 390.
Terrängen runt Sérvia är varierad. Runt Sérvia är det ganska glesbefolkat, med 23 invånare per kvadratkilometer. Sérvia är det största samhället i trakten. Trakten runt Sérvia består till största delen av jordbruksmark.